# Bèta-2-transferrine
β2-transferrine (of asialo-transferrine of tau-transferrine) is een eiwit dat aangetroffen wordt in hersenvocht (liquor cerebrospinalis), maar niet in bloed, tranen, of speeksel. Het wordt aangemaakt in de hersenen, doordat siaalzuurgroepen afgesplitst worden van het oorspronkelijke eiwit: β1-transferrine, een van de vormen van transferrine.

## Toepassing
Bij operaties of ongelukken (bijvoorbeeld schedelbasisfractuur) kan er lekkage van hersenvocht ontstaan. Als in het verloren vocht β2-transferrine aanwezig is, is het hoogstwaarschijnlijk hersenvocht. Soms blijkt ook in perilymfe, vocht afkomstig uit het binnenoor, β2-transferrine aantoonbaar, evenals in glasvocht van het oog. Bij ernstige voorhoofdsholteontsteking kan de test fout-positief uitpakken.